# Yaqui Drums
Yaqui Drums è un film del 1956 diretto da Jean Yarbrough.
È un western statunitense con Rod Cameron, Mary Castle e J. Carrol Naish.

## Produzione
Il film, diretto da Jean Yarbrough su una sceneggiatura di D.D. Beauchamp e Jo Pagano e un soggetto di Paul Leslie Peil, fu prodotto da William F. Broidy tramite la William F. Broidy Pictures Corporation (la produzione è accreditata nei titoli come "William F. Broidy & Co. Production") e girato nella seconda metà di aprile del 1956.

## Distribuzione
Il film fu distribuito negli Stati Uniti dal 14 ottobre 1956 al cinema dalla Allied Artists Pictures.
Altre distribuzioni:
- in Germania Ovest il 2 agosto 1957 (Amigo Mio - Der Bandit von Vera Cruz)
- in Giappone il 29 aprile 1958
- in Finlandia il 9 maggio 1958 (Järnnäven från västern) (Lännen rautanyrkki)
- in Austria (Amigo Mio - Der Bandit von Vera Cruz)
- in Brasile (Índios Selvagens)

## Promozione
Le tagline sono:
- The Blood Call of TERROR!
- Their savage beat was a terror-echo that was heard across the southwest!